# Nicolas Savinaud
Nicolas Savinaud (Fontenay-le-Comte, 20 novembre 1975) è un ex calciatore francese, di ruolo difensore.

## Carriera

### Nantes
Nato a Fontenay-le-Comte, Savinaud ha le prime esperienze calcistiche allo Stade Marandais e al La Rochelle, prima di passare nel 1990 nelle giovanili del Nantes. In breve diventa il terzino destro titolare dei Canarini, con cui a cavallo dei due secoli riesce a conquistare due Coppe di Francia (1998-1999 e 1999-2000), due Supercoppe francesi (1999 e 2001) e un Campionato nazionale nel 2000-2001.
Durante un incontro contro il Troyes nella stagione 2005-2006, si rende protagonista di un avvenimento singolare, in quanto viene chiamato dall'allenatore del Nantes a rimpiazzare il portiere espulso Mickaël Landreau, in mancanza di sostituzioni. Disputa col Nantes in tutto dodici stagioni in massima serie, prima di retrocedere al termine della Ligue 1 2006-2007. Può vantare 307 incontri di Ligue 1 e 19 sfide nelle competizioni calcistiche europee.

### Guingamp
Nel giugno 2007 lascia Nantes dopo 12 anni e si trasferisce al Guingamp, squadra di cui diventa capitano. Nel gennaio 2009 rescinde consensualmente il suo contratto. 

### Vannes
Nel gennaio 2009 viene ingaggiato dai dilettanti del Vannes, con cui è protagonista di un incredibile cammino in Coppa di Lega che lo porta fino alla finale, persa poi contro il Bordeaux. 

### Carquefou e ritiro
Nel febbraio 2010 si trasferisce al Carquefou dove ritrova Frédéric Da Rocha, suo ex compagno ai tempi del Nantes. Dopo due stagioni, decide di concludere definitivamente la carriera nell'FC Nord 17 nel 2014.

## Palmarès

### Club

#### Competizioni nazionali
- Coppa di Francia: 2

Nantes: 1998-1999, 1999-2000
- Supercoppa francese: 2

Nantes: 1999, 2001
- Campionato francese: 1 Nantes: 2000-2001